# Qurba
Koordinaten: 36° 35′ N, 10° 52′ O

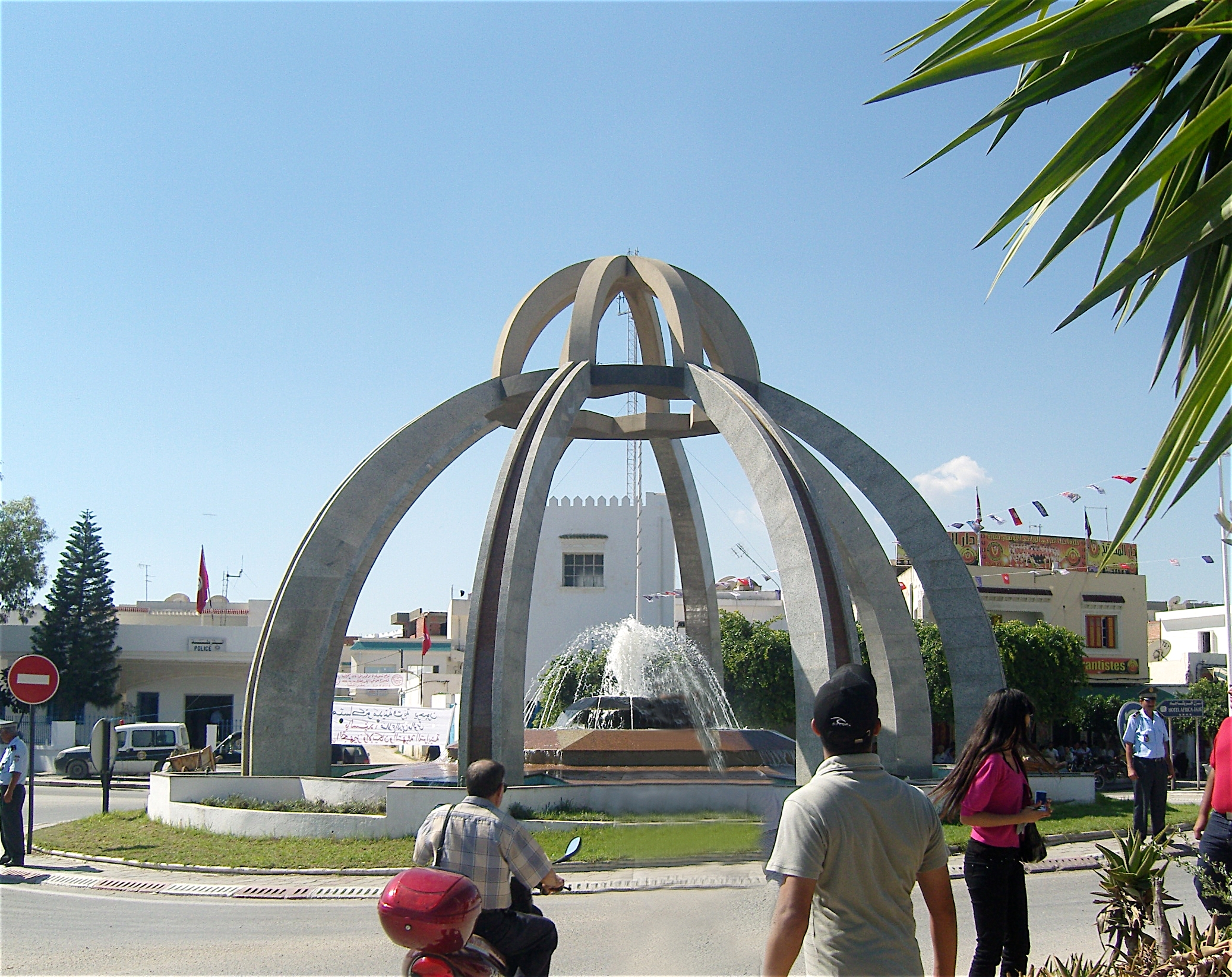
Monument im Zentrum Korbas

Qurba (arabisch قربة, DMG Korba; französisch Korba; gebräuchlich sind auch die Transkriptionen Qurbah, Kurba oder Kourba) ist eine Stadt in Tunesien mit 34.044 Einwohnern (2006) (2000: 31.300). Das Stadtgebiet erstreckt sich über eine Fläche von 1500 ha.

## Geografische Lage
Qurba liegt am Golf von Hammamet, an der Ostseite des Cap Bon, 20 km von der Provinzhauptstadt Nabeul entfernt. Die Stadt liegt zwischen Kap Mustafa und Ras Mamoura in einem hügeligen und bewaldeten Gebiet und ist ein Zentrum des Tourismus, bekannt vor allem für seine besonders schönen Strände.
Qurba wird wegen der vielen Tomaten und Erdbeeren, die dort angebaut werden, auch la ville rouge ("rote Stadt") genannt.

## Geschichte
Qurba bestand bereits zur punischen Zeit. Der heutige Name leitet sich vom römischen Namen Curubis ab.
Curubis lag in der römischen Provinz Africa proconsularis, die neben dem heutigen Tunesien auch Teile von Nord-Algerien umfasste. Die Stadt wurde im Jahr 46 v. Chr. von zwei Generälen des Gnaeus Pompeius Magnus, Publius Attius Varus und Gaius Considius Longus, als Festung ausgebaut. Gaius Iulius Caesar erhob sie zum Municipium mit dem Namen Colonia Julia Curubis. 257 n. Chr. wurde Cyprian von Karthago während der Christenverfolgung unter Kaiser Valerian dort interniert, später nach Karthago gebracht, wo er hingerichtet wurde. Vom antiken Curubis sind nur einige Zisternen und Reste eines Aquäduktes erhalten.

## Söhne und Töchter der Stadt
- Zine el-Abidine Souissi (* 1984), Fußballspieler
- Naceur Khémir, Schriftsteller und Filmemacher
- Nebil Khémir, Komponist
- Hédi Khlil, Abgeordneter, ehemaliger tunesischer Bildungsminister
- Nadhir Hamada, Umweltminister
- Rachid Yeddes, Komponist
- Dalel Tangour, Künstler
- Sami Chaabane, Fußballspieler